# Синельников, Сергей Васильевич
Сергей Васильевич Синельников — советский хозяйственный, государственный и политический деятель.

## Биография
Родился в 1917 году в станице Вознесенской. Член КПСС.
Участник Великой Отечественной войны: старшина, политрук, военком, заместитель начальника автопарка соединения, начальник склада ГСМ
До 1957 — инженер-нефтяник, управляющий трестом по переработке нефти, заведующий отделом Грозненского обкома КПСС.
В 1957—1961 — первый заместитель председателя Чечено-Ингушского совнархоза.
В 1961—1965 — заведующий отделом Чечено-Ингушского обкома КПСС.
В 1965—1968 — первый секретарь Грозненского горкома КПСС.
В 1968—1975 — первый заместитель председателя Совета Министров Чечено-Ингушской АССР.
Делегат XXIII съезда КПСС.
Жил в Ставрополье.

## Награды
- Орден Отечественной войны I степени (1985)
- Орден Трудового Красного Знамени (1965)
- Орден Красной Звезды (1972)
- Орден Знак Почёта (1957, 25.08.1971)